# Macrocentrus marshi
Macrocentrus marshi är en stekelart som beskrevs av Elbert Halvor Ahlstrom 2005. Macrocentrus marshi ingår i släktet Macrocentrus och familjen bracksteklar. Inga underarter finns listade i Catalogue of Life.